# Grefrath
Grefrath (phát âm tiếng Đức: [ˈɡreːfraːt]) là một đô thị ở huyện Viersen, ở phía tây của Nordrhein-Westfalen, Đức.
Các đô thị giáp ranh:
- Wachtendonk
- Kempen
- Tönisvorst
- Viersen
- Nettetal